# William Crabtree
William Crabtree (1610–1644) va ser un astrònom, matemàtic i comerciant de Broughton, després en els Centenars de Salford, Lancashire, Anglaterra. Va ser una de les dues persones que va observar i registrar el primer predit Trànsit de Venus de 1639.